# ستيفن بريت
ستيفن بريت (بالإنجليزية: Stephen Brett)‏ هو لاعب اتحاد الرغبي نيوزيلندي، ولد في 23 نوفمبر 1985 في ماناواتو - وانجانوي في نيوزيلندا.

## وصلات خارجية
- ستيفن بريت عل موقع إسبنسكروم (الإنجليزية)
- ستيفن بريت على موقع ItsRugby.co.uk (الإنجليزية)